# Randers Håndboldklub
Randers Håndboldklub este un club de handbal feminin din Randers, Danemarca, care evoluează în Divizia 1 de Handbal Feminin (în daneză 1. Division Kvinder), eșalonul valoric secund al handbalului feminin din Danemarca.

## Istoric
Randers Håndboldklub a fost fondat în decembrie 2022, de către cluburile Vorup FB, Hornbæk SF, Randers Freja, Randers KFUM, Kristrup Boldklub și Dronningborg Boldklub din Comuna Randers. Cluburile Vorup FB, Hornbæk SF, Randers Freja, Randers KFUM, Kristrup Boldklub și Dronningborg Boldklub împreună cu RB 72 și Lem IF au fost cele care în 1996 au înființat clubul Randers HK, care a dat faliment în noiembrie 2022.
În sezonul 2023/2024, echipa a jucat în Divizia 2 de Handbal Feminin (în daneză 2. Division Kvinder), al treilea eșalon valoric al handbalului feminin din Danemarca, iar la sfârșitul sezonului a promovat în al doilea eșalon valoric Divizia 1 de Handbal Feminin (în daneză 1. Division Kvinder).

## Lotul de jucătoare 2024/25
Conform paginii oficiale a clubului:
| Portari - 01 Jesse van de Polder - 16 Caroline Madsen Extreme Extreme stânga - 07 Sille Jacobsen - 18 Annesofie Grønning Extreme dreapta - 23 Tania Knudsen Pivoți - 06 Freya Sørensen - 11 Mie Guldager - 15 Lea Gulløve | Linia de 9 metri Intermediari stânga - 09 Camilla Markussen - 20 Nicoline Holden - 63 Frida Møller Centri - 02 Anna Gardum - 05 Cecilie Lindgaard - 10 Emma Riiser - 24 Rikke Thorngaard Intermediari dreapta - 08 Bjørk Joensen |

## Banca tehnică
Conform paginii oficiale a clubului:
| Nume            | Ocupație             |
| --------------- | -------------------- |
| Simon Olsen     | Antrenor principal   |
| Stine Eriksen   | Antrenor secund      |
| Niels Guldborg  | Antrenor cu portarii |
| Martin Pedersen | Preparator fizic     |
| John Jørgensen  | Manager de echipă    |

## Conducerea
Conform paginii oficiale a clubului:
| Nume                 | Ocupație                                           |
| -------------------- | -------------------------------------------------- |
| Tina Mariager        | Președinte                                         |
| Jens Kristensen      | Vicepreședinte/Membru al Consiliului Director      |
| Christian Smed       | Director financiar/Membru al Consiliului Director  |
| Rolf Hansen          | Director competiții/Membru al Consiliului Director |
| Henrik Larsen        | Membru al Consiliului Director                     |
| John Jørgensen       | Coordonator operațiuni                             |
| Allan Kobstrup       | Organizator competiții                             |
| Dorthe Knudsen       | Coordonator                                        |
| Lonnie Pedersen      | Director parteneri                                 |
| Kent Röder           | Director Rețeaua Randers Håndboldklub              |
| Else Marie Brandborg | Administrație                                      |
| Christian Lynnerup   | Director echipa de senioare                        |

## Furnizori de echipament
- Hummel (2023–)

## Sezoane recente
Conform Federației Daneze de Handbal:
| Sezon   | Competiție națională | Loc | Cupa Danemarcei | Supercupa Danemarcei | Competiție europeană | Competiție europeană |
| ------- | -------------------- | --- | --------------- | -------------------- | -------------------- | -------------------- |
| 2023-24 | D2HF                 | 1   |                 |                      |                      |                      |

## Istoric antrenori
| Perioadă | Antrenor principal | Antrenor secund                                   | Antrenor pentru portari                          |
| -------- | ------------------ | ------------------------------------------------- | ------------------------------------------------ |
| 2023–    | Simon Olsen        | Nicolas Høstrup (2023–2024) Stine Eriksen (2023–) | Marie Aagaard (2023–2024) Niels Guldborg (2023–) |